# La valle dell'arcobaleno
La valle dell'arcobaleno (Rainbow Valley) è un romanzo della scrittrice canadese Lucy Maud Montgomery, pubblicato nel 1919. È il settimo libro della saga di Anna dai capelli rossi, anche se scritto prima di La casa dei salici al vento e La grande casa che, prendendo in considerazione lo svolgersi della trama, raccontano periodi precedenti della vita di Anna.
Il romanzo narra la vita della famiglia Blythe, a quindici anni dal matrimonio di Anna e Gilbert.

## Trama
La famiglia di Anna e Gilbert con i figli Jem, le gemelle Diana e Anna (Nan), Walter, Shirley e Marilla (Rilla) è di ritorno da un viaggio in Europa. Al loro arrivo trovano la vita cittadina movimentata dall'arrivo del nuovo reverendo, John Meredith, vedovo, e dei suoi quattro figli, coetanei dei ragazzi Blythe, i quali diventano presto loro compagni di giochi a Rainbow Valley (Valle dell'arcobaleno) dove sono soliti ritrovarsi dopo la scuola.

## Edizioni
- Lucy Maud Montgomery, La valle dell'arcobaleno, traduzione di Ilaria Isaia, e-book, Il Gatto e La Luna, 2014, ISBN 978-88-96104-74-3.